# Lambdina trilinearia
Lambdina trilinearia là một loài bướm đêm trong họ Geometridae.